# Skalpering

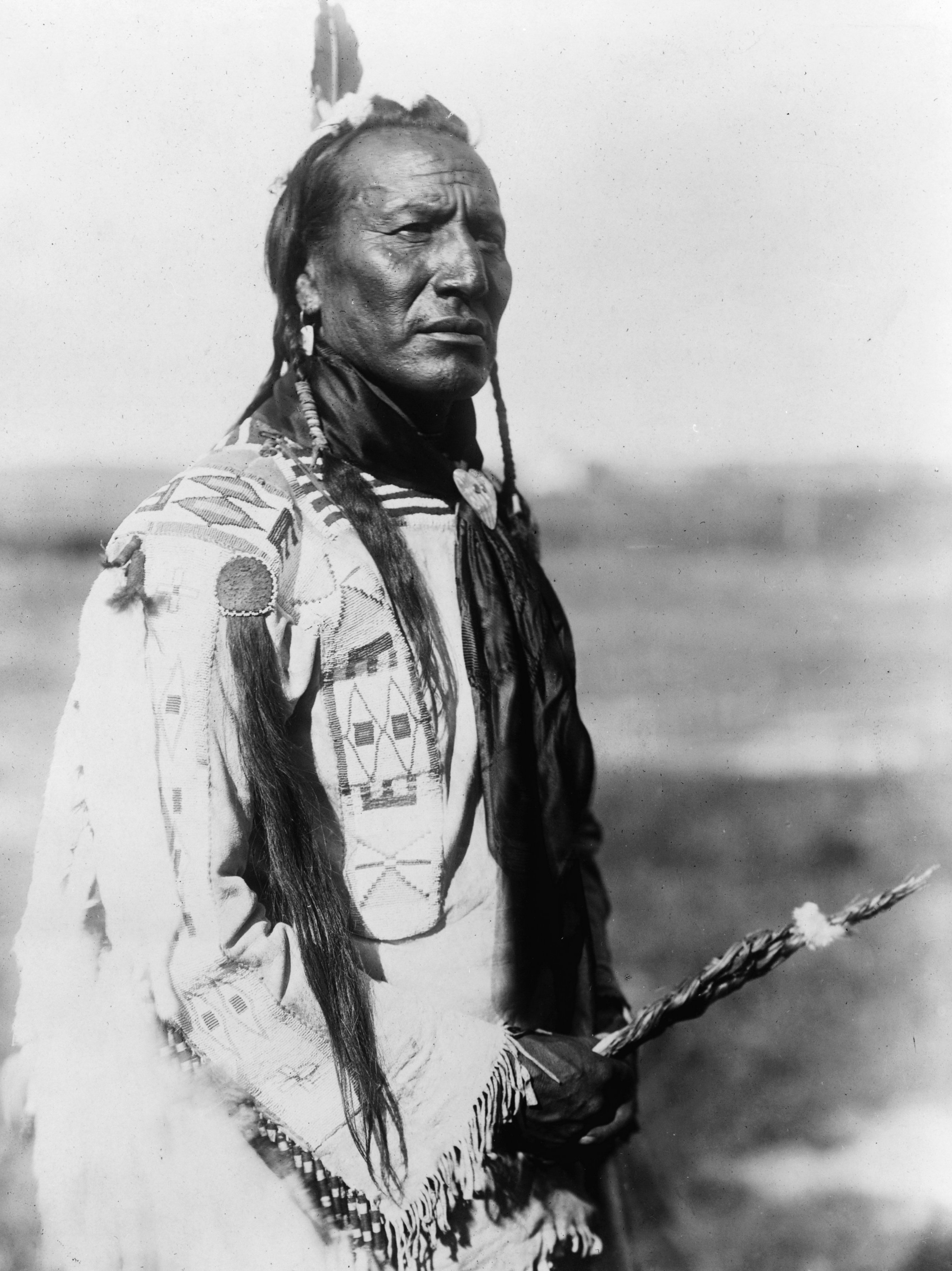
Ursprungsamerikanen Big Mouth Spring med en skalp på axeln

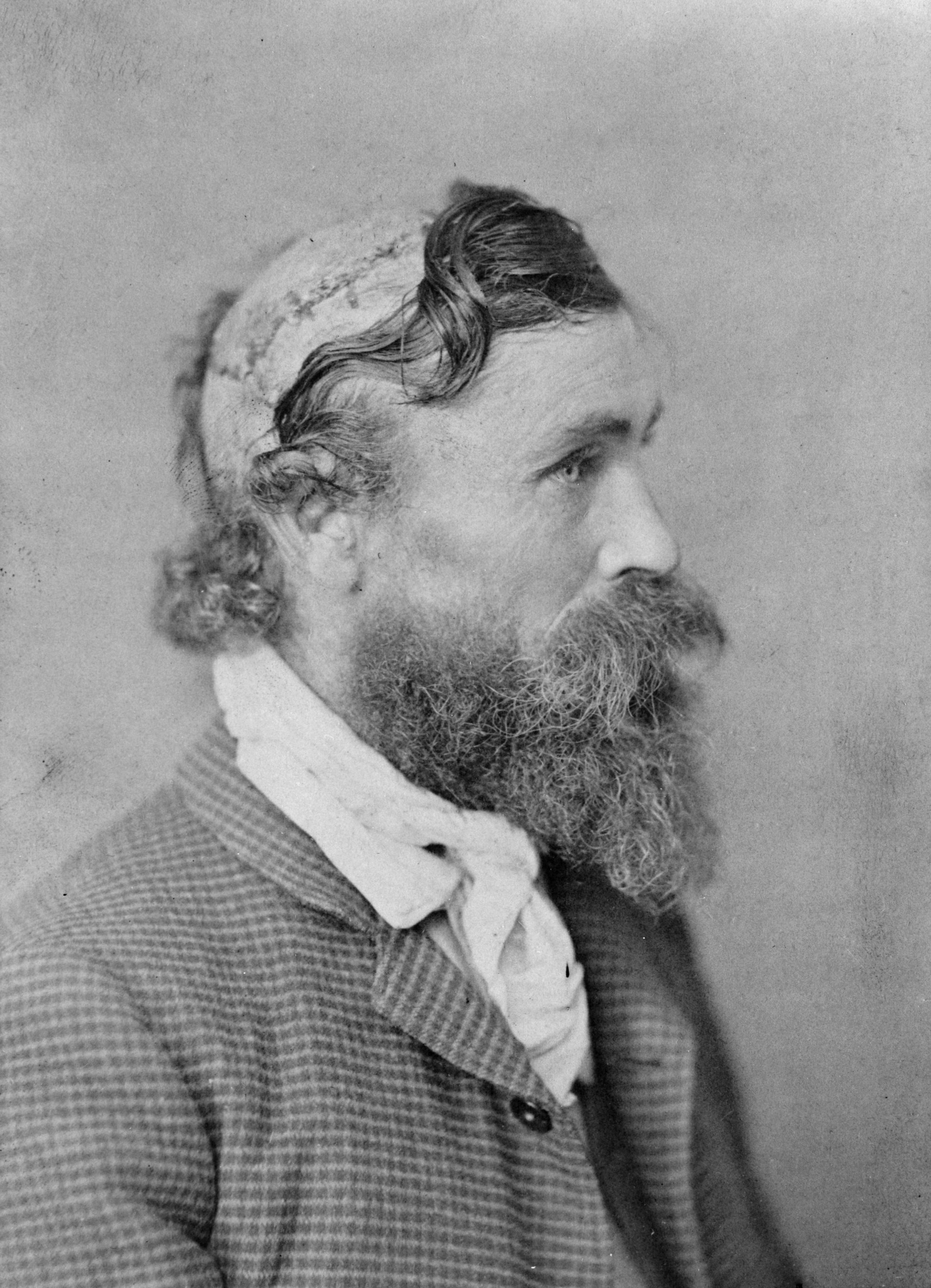
Robert McGee skalperad som barn av siouxhövdingen Little Turtle 1864

En skalpering innebär att man avlägsnar en bit hud med tillhörande hår från hjässan, ofta från en fallen fiende. Skalpering förekom bland Nordamerikas ursprungsbefolkning, men dess ursprung är oklart. Med européernas ankomst till Amerika spreds bruket över den nordamerikanska kontinenten och förekom på båda sidor i krigen mellan ursprungsamerikaner och europeiska nybyggare.